# Machaerium capote
Machaerium capote är en ärtväxtart som beskrevs av Armando Dugand. Machaerium capote ingår i släktet Machaerium och familjen ärtväxter. Inga underarter finns listade i Catalogue of Life.